# برآورد فاصله‌ای
در آمار، برآورد فاصله‌ای یا برآورده بازه‌ای (به انگلیسی: Interval estimation)، کاربرد داده‌های نمونه برای برآورد فاصله‌ای از مقادیر ممکن یک پارامتر مورد علاقه است. این برخلاف برآورد نقطه‌ای است که یک مقدار واحد را ارائه می‌دهد.
روش‌های غیرآماری که می‌توانند سبب برآورد بازه‌ای شوند، شامل منطق فازی هستند.